# Příčka T

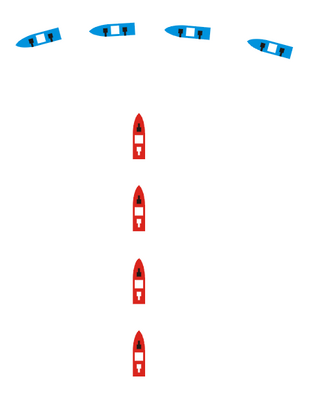
Modré lodě provádějí manévr „příčka T“

Příčka T (anglicky: Crossing the T) neboli „udělat příčnou čárku písmena T“ je označení pro námořní manévr, kdy velitel přivede svou eskadru kolmo na čelo eskadry nepřátelské a soustředí tak plnou boční palbu celé řady svých lodí na čelní loď (lodi) protivníka. Nepřítel se mohl proti němu bránit dvojím způsobem: buď se začít točit rovnoběžně s ním a obě eskadry přešly pak v souběžný boj na obvodech dvou soustředných kruhů – eskadra s větší rychlostí na vnějším, druhá na vnitřním – anebo ustoupit před nepřítelem současným odvratem celé své eskadry o 16 dílců (180 stupňů). Toto volil admirál Reinhard Scheer v bitvě u Jutska v roce 1916.
Příčka na T se stala klíčovým manévrem poprvé v roce 1805, kdy ji použil admirál Horatio Nelson v bitvě u Trafalgaru a „zaklínil“ se tak do formace francouzsko-španělské flotily. Po této bitvě se postupně dostala do námořních příruček a byla považováno za významnou výhodu, pokud se ji podaří provést již v úvodu bitvy. Během první světové války se pokusil aplikovat tento manévr i německý admirál Hipper v bitvě u Dogger Banku, byť neúspěšně. Mezi jedno z nejznámějších vítězství pomocí tohoto manévru se tak vedle Trafalgaru zařadila až bitva v Dánském průlivu.